# Гунтер (еремит)
Гунтер Еремит (на немски: Gunther der Eremit; Günther I „der Eremit“; Gunther von Niederalteich; Gunther von Thüringen; на чешки: Blahoslavený Vintíř) е гауграф в Кефернбург, Тюрингия, от 1008 г. католически еремит в Бохемската гора и светия.
Той е син на Зицо граф в Тюрингия († пр. 1005/12) (или вер. син на Гюнтер (Гунтер) фогт фон Херсфелд ок. 949/57/62) и съпругата му от Унгария, която е втората дъщеря на велик княз Геза Унгарски († 997) и съпругата му Шаролт от Трансилвания († ок. 1008).
Той е внук на граф Зигер и брат на Зицо I (* ок. 0975; † 1047/50), граф на Кефернбург. Братовчед е на император Хайнрих II.
Гунтер приписва наследството си на манастирите Гьолинген и Херсфелд и през 1005/06 г. влиза в манастира Херсфелд. След поклонение в Рим през 1006 г. Гунтер е приет в манастира Нидералтайх. Скоро след това той напуска манастира и от 1008 г. живее като еремит в Баварската/Бохемската гора до Лалинг на планината Ранцингерберг. Той създава килия в Ринчнах (югозападно от Цвизел), която бързо става център на еремитско общество. Основава 1011 г. бенедиктински манастир в Ринчнах. От там той проповядва и става мисионер. Той помага за развитието на баваро-бохемската гранична територия. Заради приятелските му връзки с владетелите, той преговаря множество пъти между германския крал и херцога на Бохемия.
Той основава църквата „Св. Йоханис“ в Ринчнах преди 1019 г. През 1040 г. той напуска ръководството на манастира и живее като еремит.
Гунтер „Еремитът“ умира на 9 октомври 1045 г. в Ринчнах в Бохемската/Баварската гора. Херцог Бржетислав I от Бохемия нарежда да бъде пренесен и погребан в манастир Бревнов в Прага. Чества се като светия на 9 октомври. Официално не е канонизиран.